# ARQUA

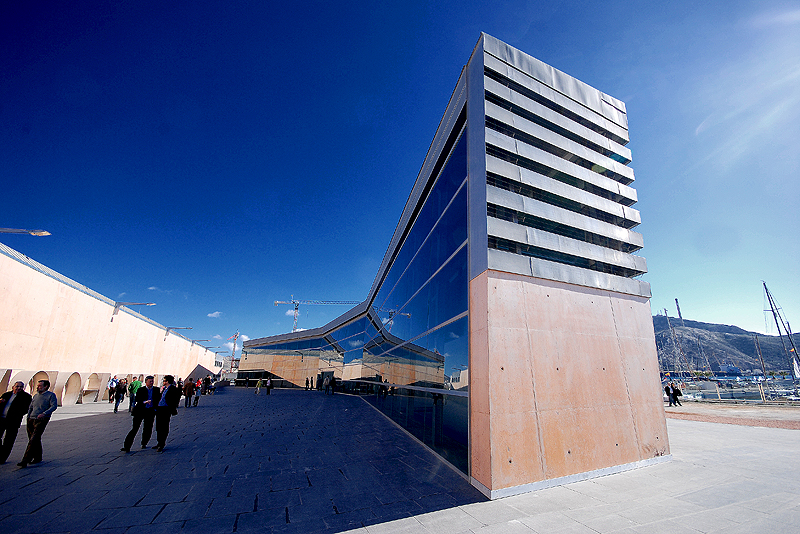
ARQUA

Arqua of het Nationaal Museum van Onderwaterarcheologie (Spaans: Museo Nacional de Arqueología Subacuática) is een museum in het Spaanse Cartagena. Het huidige museum werd geopend op 26 november 2008. Het moderne gebouw bevat ook tentoonstellingsruimtes onder water. In het museum worden archeologische vondsten tentoongesteld die te maken hebben met zeevaart op de Middellandse Zee (Feniciërs, Grieken, Romeinen). Er worden amforen getoond en ook twee Fenicische uit de 7de eeuw voor Christus die werden gevonden in Mazarrón. Er zijn ook Romeinse schepen te zien van het eiland Escombreras.